# Salamandra algira
La salamandra pezzata nordafricana (Salamandra algira (Bedriaga, 1883)) è un anfibio appartenente alla famiglia Salamandridae diffuso nell'Africa settentrionale.

## Descrizione
Gli esemplari adulti di questa specie sono simili alla salamandra pezzata, raggiungono e a volte superano i 200 mm di lunghezza e spesso le femmine possono essere più grandi dei maschi.

## Distribuzione e habitat
È riscontrabile nell'Africa nord-occidentale, dove la si trova nel Rif, nel Medio Atlante, nella città di Ceuta e nelle montagne costiere dell'Algeria settentrionale; anche se sono stati effettuati degli avvistamenti non confermati nella Tunisia settentrionale. Abita presso foreste montane umide di querce e cedri situate tra 80 e 2450 m di altitudine, dove trascorre le ore diurne sotto pietre o radici. Più raramente la si può trovare in caverne.

## Conservazione
È una specie generalmente rara, anche se appare comune nel Rif occidentale; inoltre la popolazione è in calo principalmente a causa della deforestazione, del sovrappascolo da parte di animali domestici e della canalizzazione delle fonti d'acqua per fini agricoli.